# Suat Kılıç

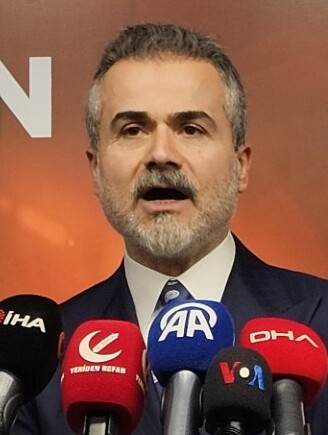
Suat Kılıç, 2024

Suat Kılıç (* 23. Juli 1972 in Samsun) ist ein Anwalt, Journalist und türkischer Politiker seit 2023 in der Yeniden Refah Partisi (YRP) vormals Adalet ve Kalkınma Partisi (AKP).

## Leben
Kılıç studierte bis 1995 Rechtswissenschaften an der Universität Ankara. Nach seinem Studium war er als Journalist in verschiedenen Radio- und Fernsehprogrammen der Türkei tätig. Während seiner Tätigkeit als Parlamentsreporter trat er der AKP bei und wurde 2002 als Abgeordneter für Samsun in die Große Nationalversammlung der Türkei gewählt, deren jüngstes Mitglied er war, und wurde 2007 wiedergewählt. Im Jahr 2009 wählte ihn seine Parlamentsfraktion zu ihrem stellvertretenden Vorsitzenden. Nach seiner erneuten Wiederwahl war er vom 6. Juli 2011 bis 25. Dezember 2013 als Nachfolger von Faruk Nafız Özak Minister für Sport und Jugend in der Türkei. Ihm folgte im Amt als Minister Akif Çağatay Kılıç.
Suat Kılıç ist verheiratet und hat drei Kinder.